# 西郷市之助
西郷 市之助（さいごう いちのすけ、1869年5月15日（明治2年4月4日）- 1944年7月17日）は、長崎県南高来郡西郷村出身で伊勢ノ海部屋に所属した明治時代の元大相撲力士。本名は森崎 常太郎。年寄3代陸奥。175cm、100kg前後。

## 略歴
伊勢ノ海部屋に入門し、1894年5月序ノ口。1895年1月序二段、1896年5月三段目、1897年5月幕下と順調に昇進し、その後病気により一時低迷するが、1901年5月新十両。連続15場所十両を務め、十両筆頭まで進むも入幕はならず、1909年1月幕下に陥落し引退。年寄陸奥となる。
立派な体格で、力量もあり、鳳凰などの薫陶を受けたが、小心のため土俵で不覚をとることが多く、幕内に昇進できなかった。
年寄としては、陸奥部屋を経営し、大潮などの幕内力士を育てた。1936年5月限り老齢により大潮に名跡を譲って廃業。1944年死去、75歳没。

## 主な成績
- 十両成績：54勝58敗9分2預[3]
- 現役在位：30場所
- 十両在位：15場所
- 通算成績：不明（当時の幕下以下の勝敗等の記録については相撲レファレンス等のデータベースに登録がなく、特に明治30年代半ばまでの序二段や序ノ口などは記録がほとんど現存していないと思われるため。ただし、以上の十両成績のほか、幕下の勝敗等として少なくとも3勝4敗が確認できる）

### 場所別成績
| 1894年 （明治27年） | x                                   | 西序ノ口21枚目 –              |
| 1895年 （明治28年） | 東序二段22枚目 –                    | 西序二段8枚目 –               |
| 1896年 （明治29年） | 西序二段筆頭 –                      | 西三段目9枚目 –               |
| 1897年 （明治30年） | 東三段目2枚目 –                     | 西幕下32枚目 –                |
| 1898年 （明治31年） | 西幕下21枚目 –                      | 東幕下12枚目 1–1 （対十両戦） |
| 1899年 （明治32年） | 東幕下17枚目 –                      | 東幕下20枚目 0–1 （対十両戦） |
| 1900年 （明治33年） | 西幕下15枚目 –                      | 西幕下8枚目 0–1 （対十両戦）  |
| 1901年 （明治34年） | 西幕下3枚目 2–0 （対十両戦）        | 西十両10枚目 3–1 2分          |
| 1902年 （明治35年） | 西十両4枚目 5–2 1分                 | 西十両筆頭 3–6 1分            |
| 1903年 （明治36年） | 西十両4枚目 5–2 1分                 | 西十両3枚目 5–4 1預           |
| 1904年 （明治37年） | 西十両3枚目 2–6 1分1預              | 西十両7枚目 5–3 1分           |
| 1905年 （明治38年） | 西十両4枚目 4–3                     | 西十両筆頭 2–8                |
| 1906年 （明治39年） | 東十両5枚目 4–3                     | 東十両3枚目 4–5 1分           |
| 1907年 （明治40年） | 東十両5枚目 4–4                     | 東十両5枚目 3–4 1分           |
| 1908年 （明治41年） | 東十両9枚目 3–3                     | 東十両8枚目 2–4               |
| 1909年 （明治42年） | 西幕下3枚目 引退 0–1–0 （対十両戦） | x                             |
| 各欄の数字は、「勝ち-負け-休場」を示す。 優勝 引退 休場 十両 幕下 三賞：敢=敢闘賞、殊=殊勲賞、技=技能賞 その他：★=金星 番付階級：幕内 - 十両 - 幕下 - 三段目 - 序二段 - 序ノ口 幕内序列：横綱 - 大関 - 関脇 - 小結 - 前頭（「#数字」は各位内の序列） |                                     |                               |

- 幕下以下の地位は小島貞二コレクションの番付実物画像による。また当時の幕下以下の星取・勝敗数等に関する記録については2024年現在相撲レファレンス等のデータベースに登録がなく、特に序二段や序ノ口などについては記録がほとんど現存していないと思われるため、成績表では幕下以下の勝敗数等は暫定的に対十両戦の分のみを示す。

## 改名歴
- 現役時には改名歴なし。

## 参考資料
「当世力士銘々伝 横浜新報社」1903年発行